# Mouzieys-Panens
Mouzieys-Panens é uma comuna francesa na região administrativa de Occitânia, no departamento de Tarn. Estende-se por uma área de 13,13 km². Em 2010 a comuna tinha 238 habitantes (densidade: 18,1 hab./km²).